# قلعه قورتان
قلعه قورتان مربوط به دوره ساسانیان ۴۲۱–۴۳۹ میلادی است و در استان اصفهان،  شهرستان ورزنه ، دهستان گاوخونی واقع شده است .فاصله این اثر تاریخی تا مرکز شهرستان ورزنه ۱٢ کیلومتر است.  این اثر در تاریخ ۷ خرداد ۱۳۸۷ با شمارهٔ ثبت ۲۲۹۳۸ به‌عنوان یکی از آثار ملی ایران به ثبت رسیده‌است. مسبر دسترسی به این قلعه :جاده اصفهان _یزد به فاصله ۱۰۰کیلومتری اصفهان قرار دارد .
این ارگ تاریخی خشت و گلی با پنج هکتار مساحت و باروهای شمالی و جنوبی آن ۲۵۰ متر طول دارد و دارای ۱۴عدد برج دیده بانی است که یکی از آنها و بخشی از حصار قلعه بر اثر طغیان و منحرف شدن مسیر زاینده رود تخریب شده است. سه مسجد، یک حمام، دو قلعه خان نشین و بازار از مهمترین ابنیه تاریخی ساخته شده در این ارگ تاریخی است. قلعه نواب که قدمت آن به زمان قبل از ساخت ارگ قورتان و اوایل دوره اسلامی می رسد هم معروفترین قلعه داخل ارگ است. اکنون این قلعه تاریخی دارای بیش از ۴۳ هزار مترمربع مساحت همچنین با بیش از ۵۰ خانه تاریخی، ۳ مسجد، ۲ بازارچه، یک حمام، خانقاه و دو آسیاب است.

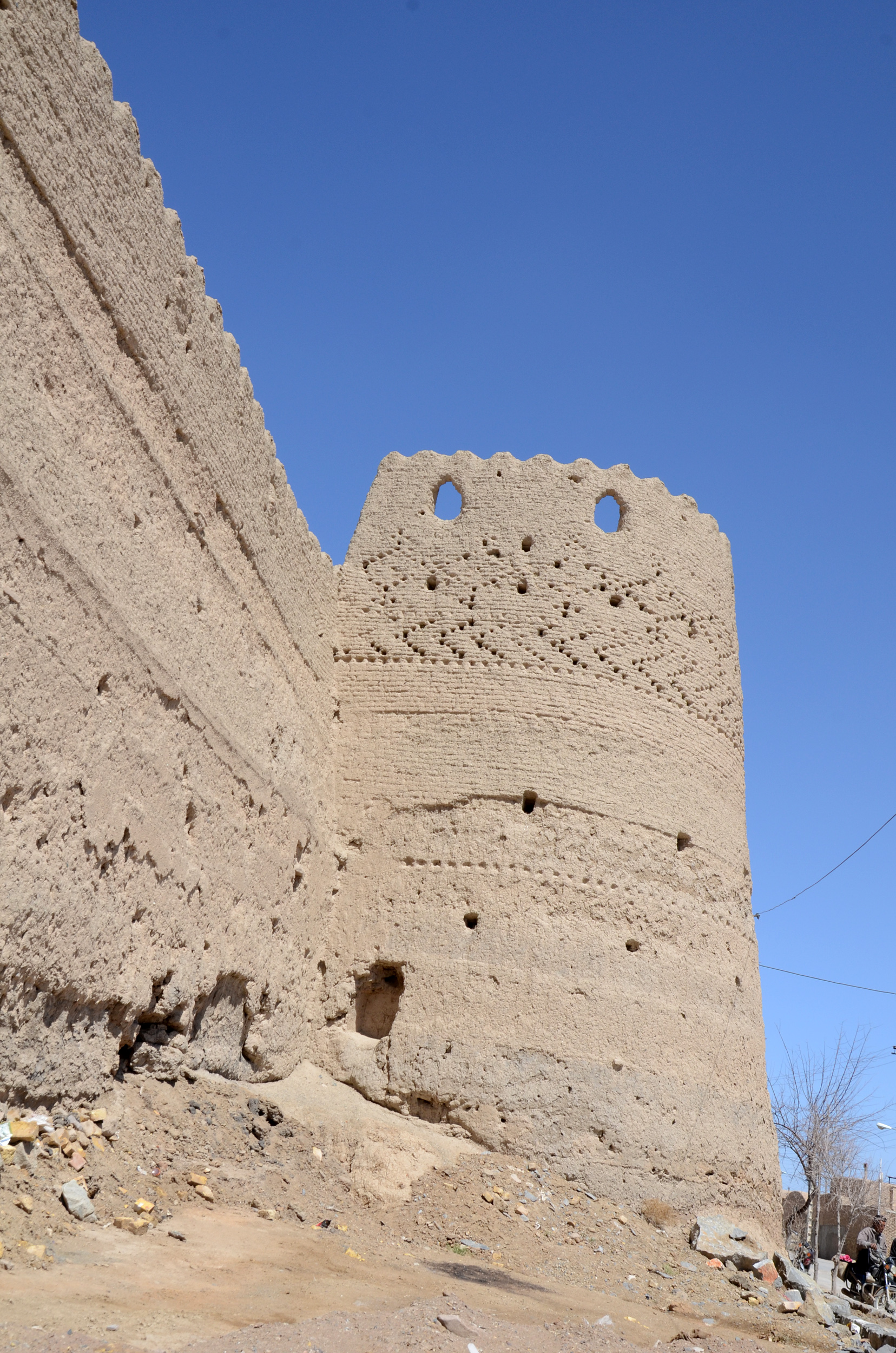
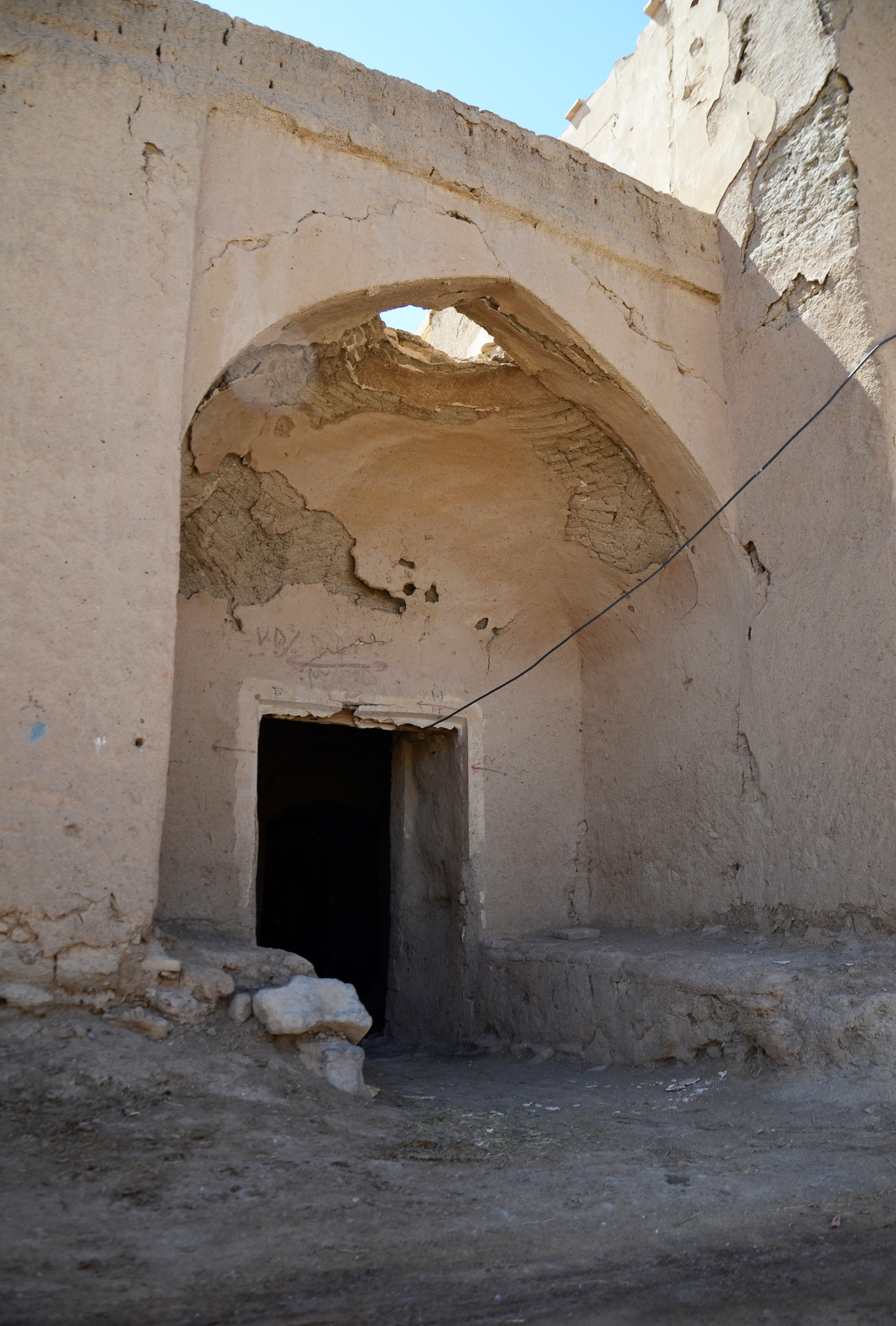
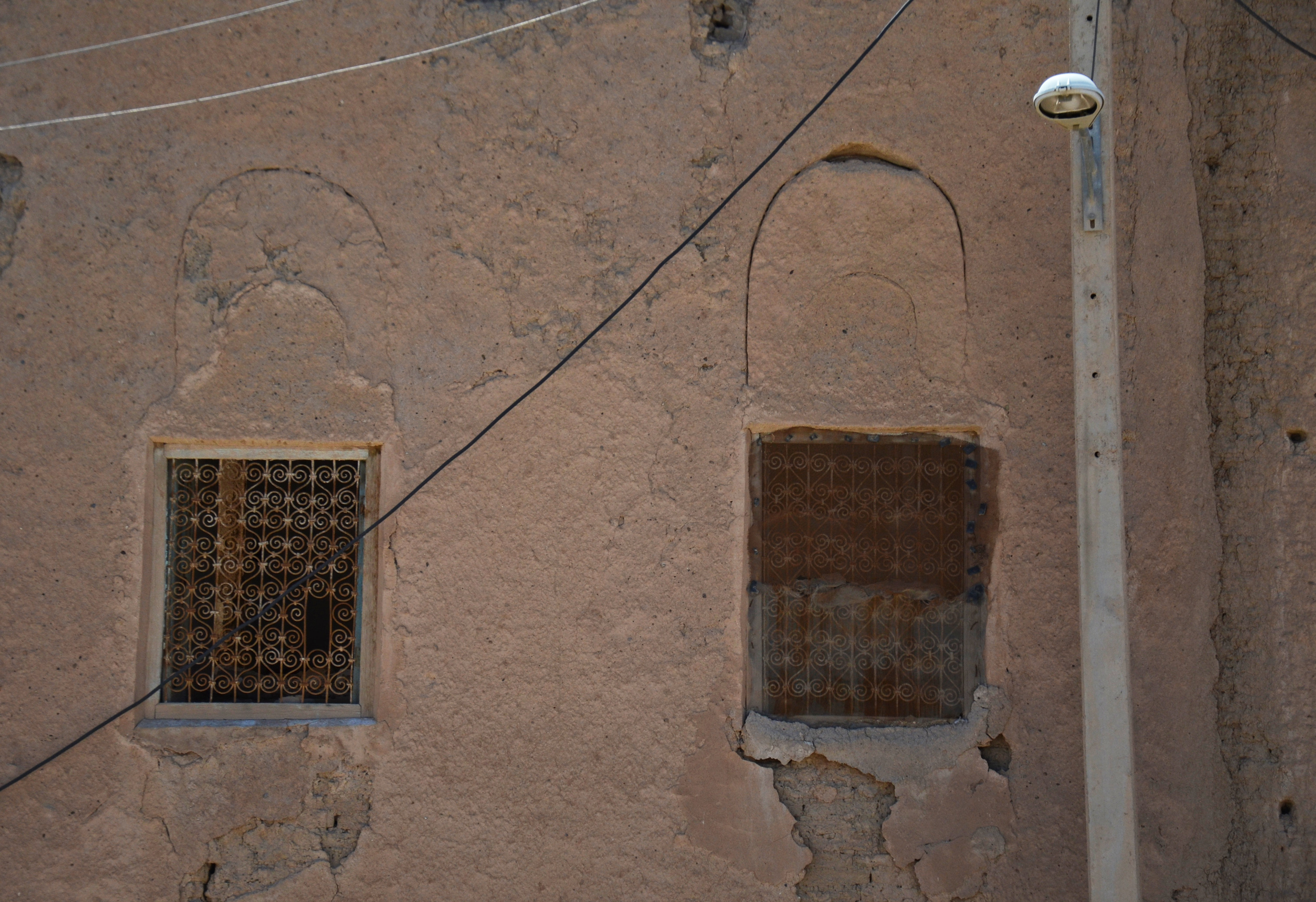
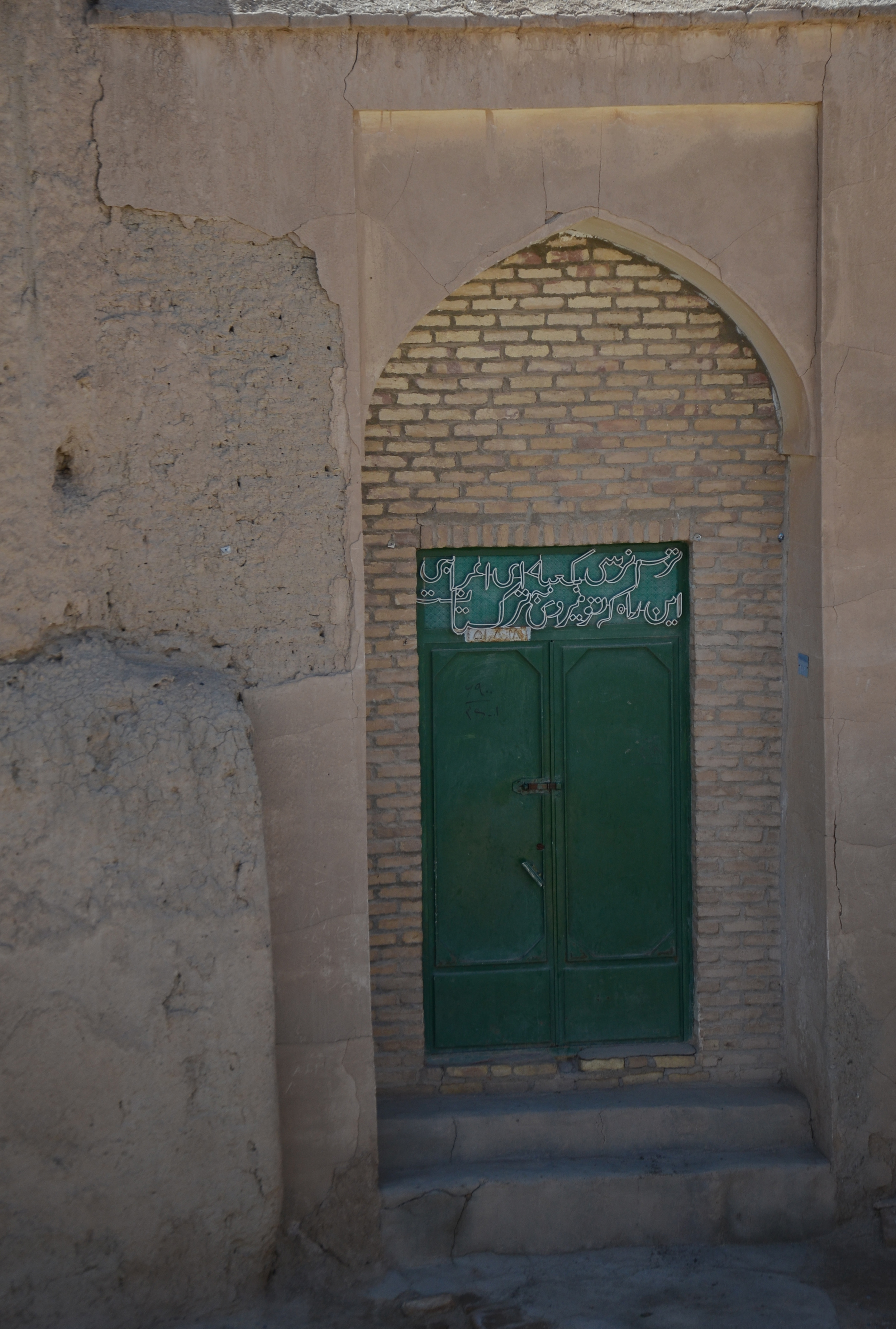
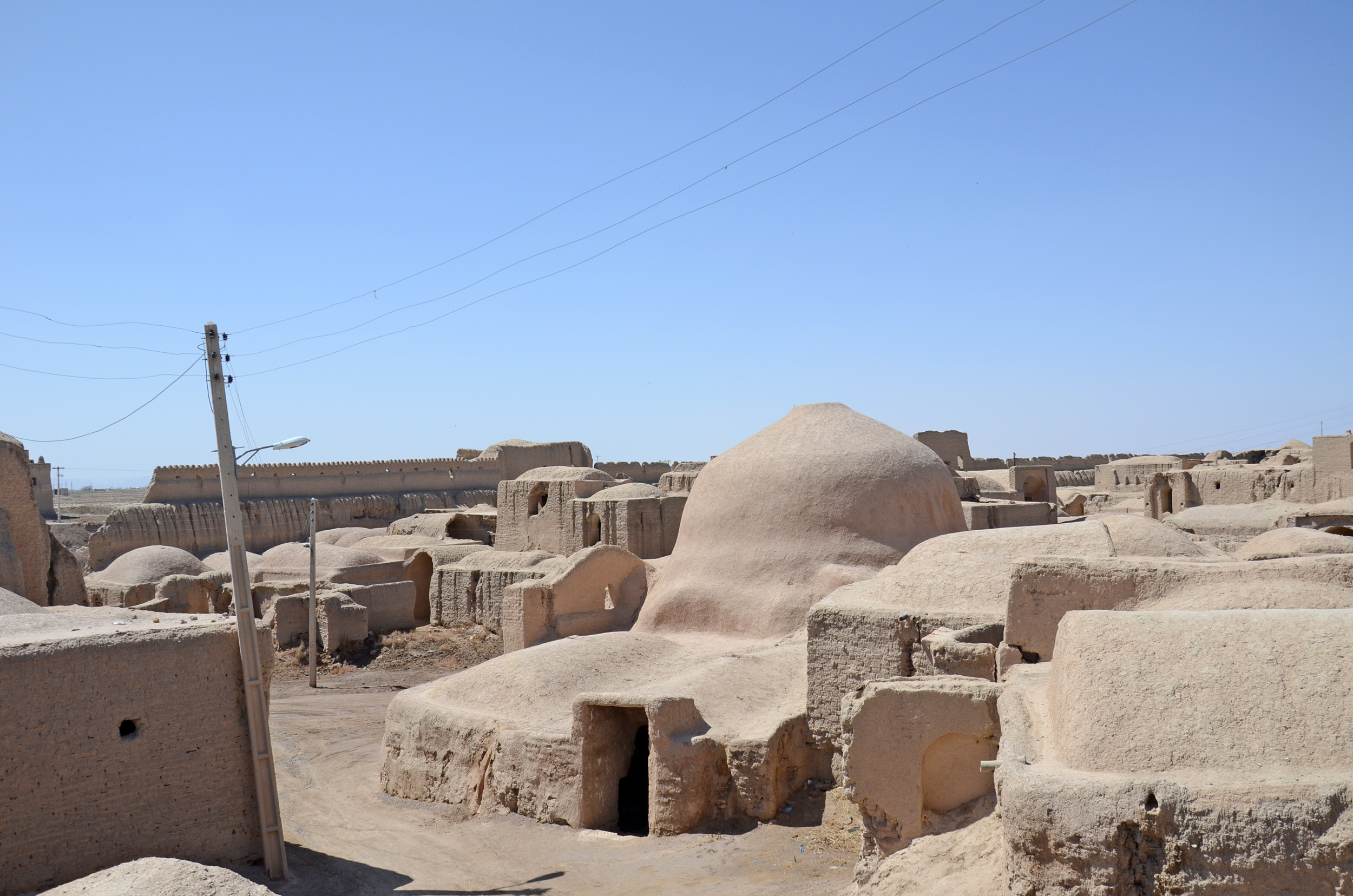
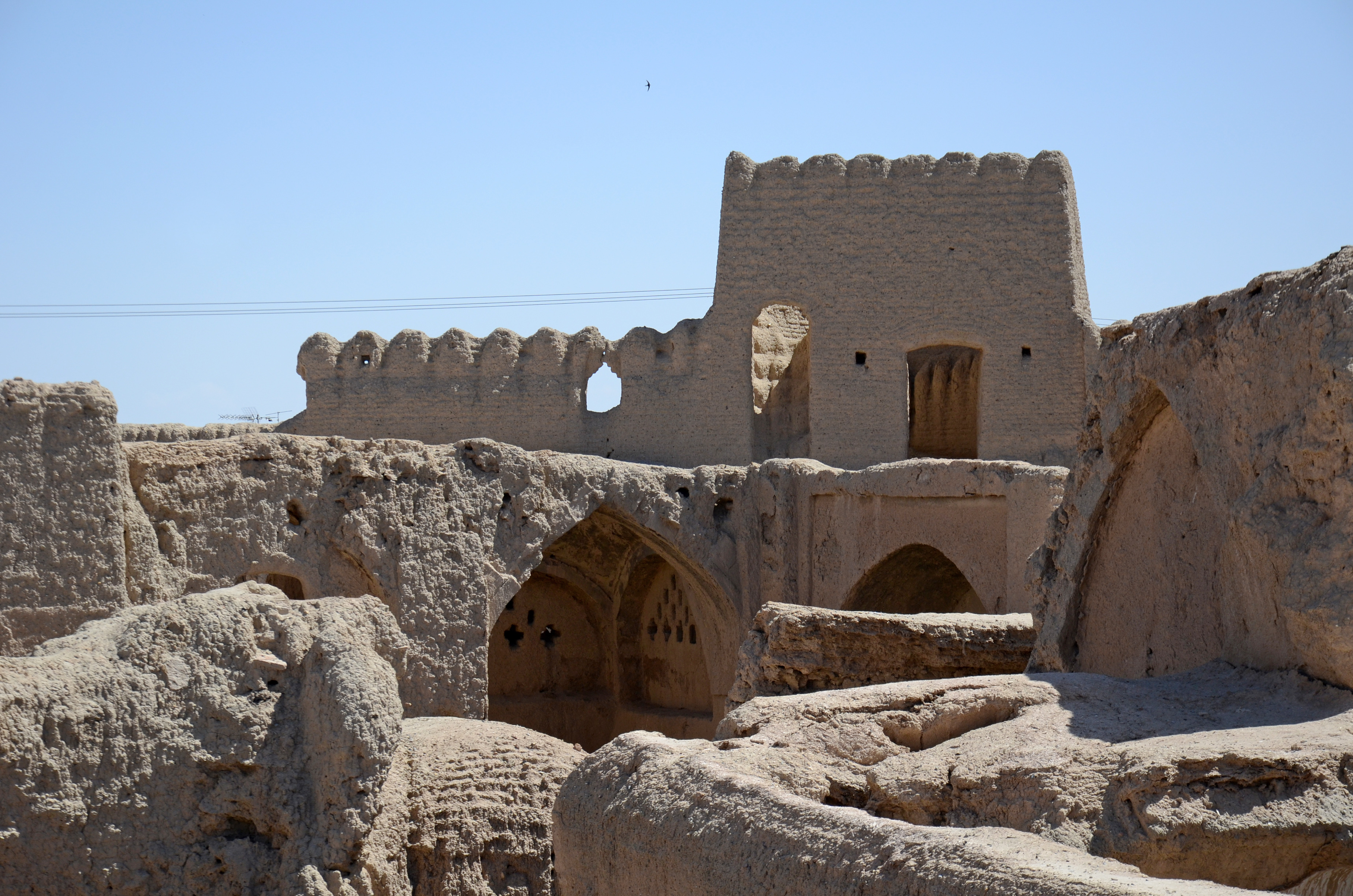
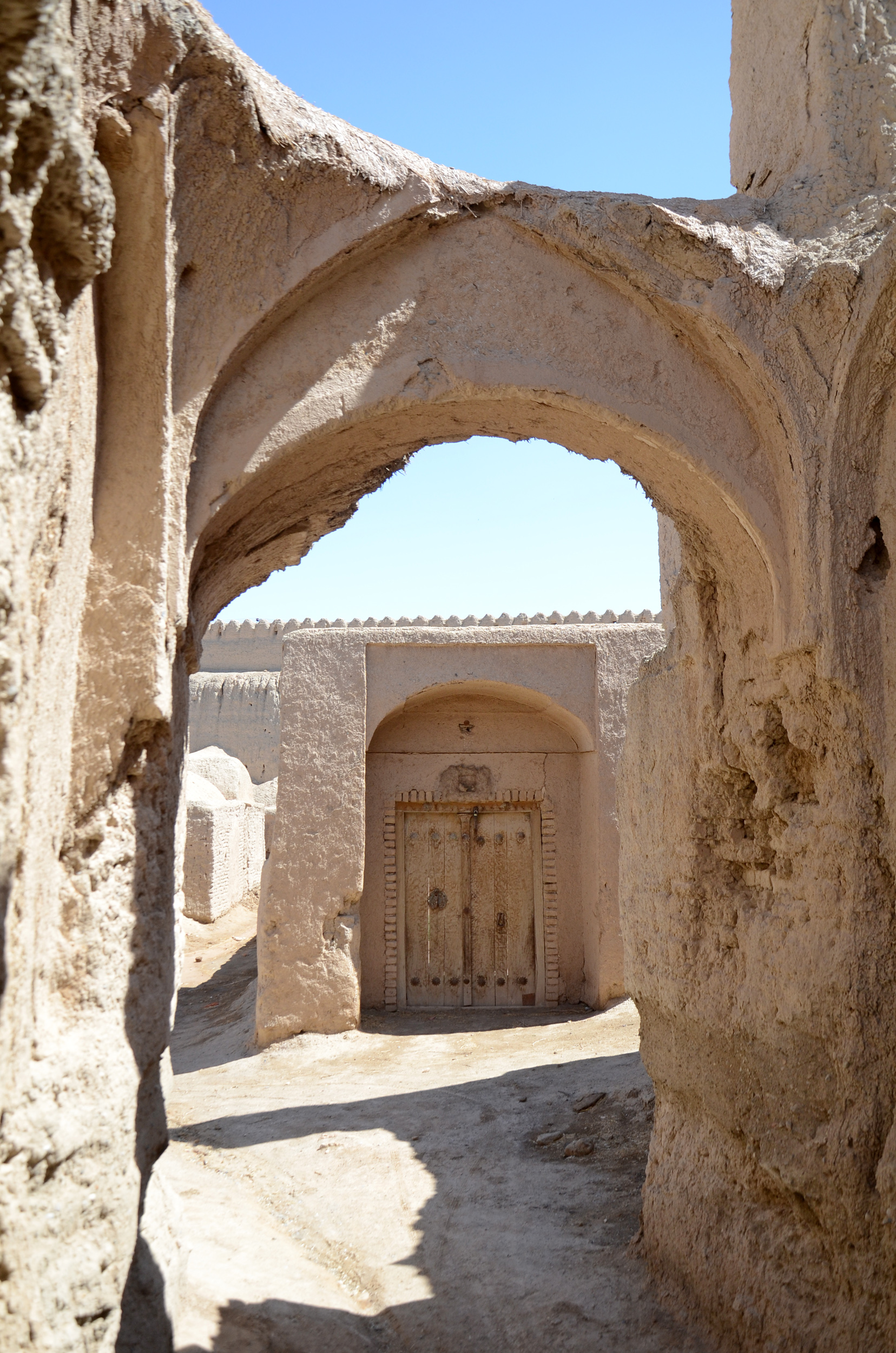
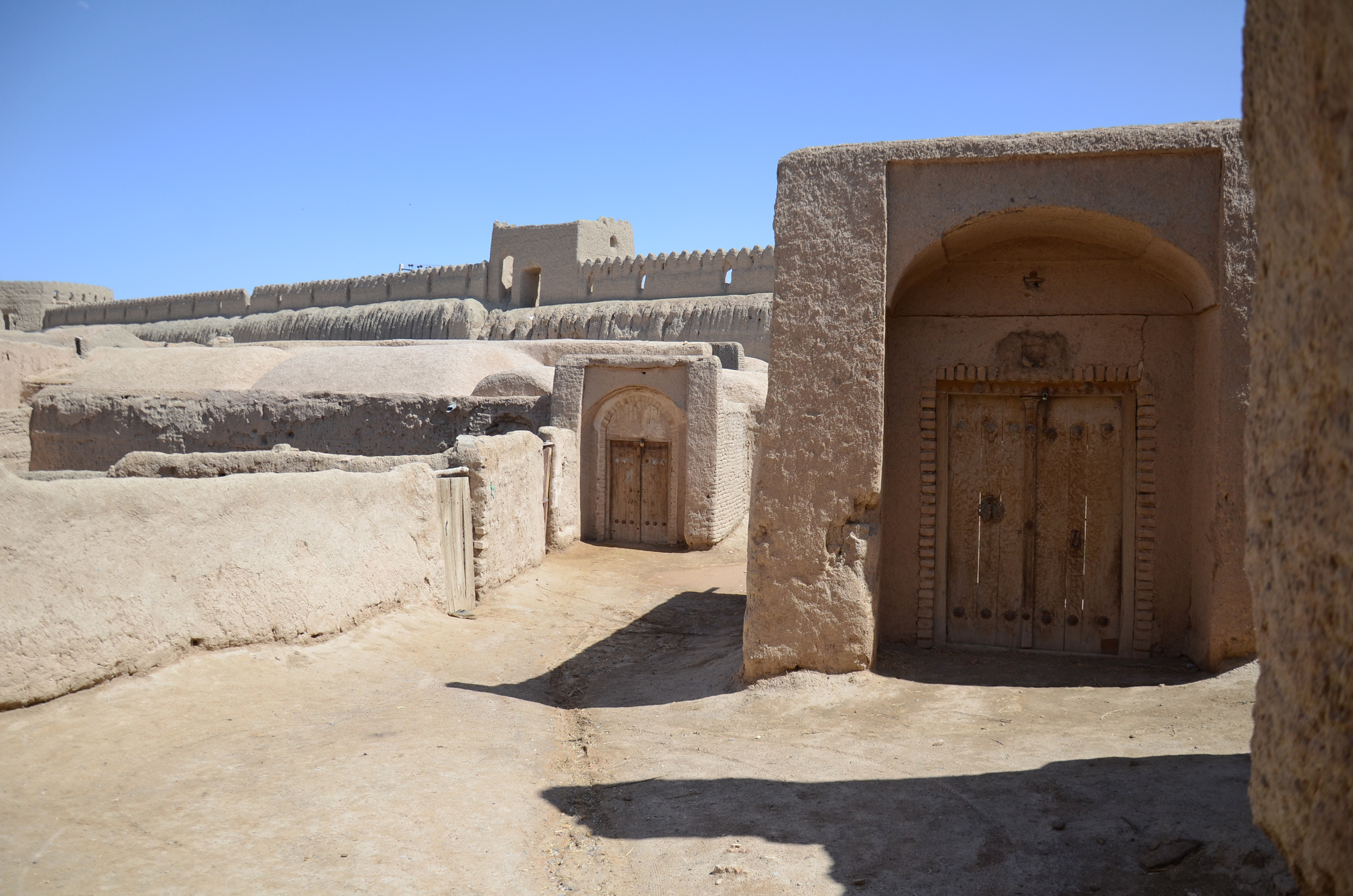
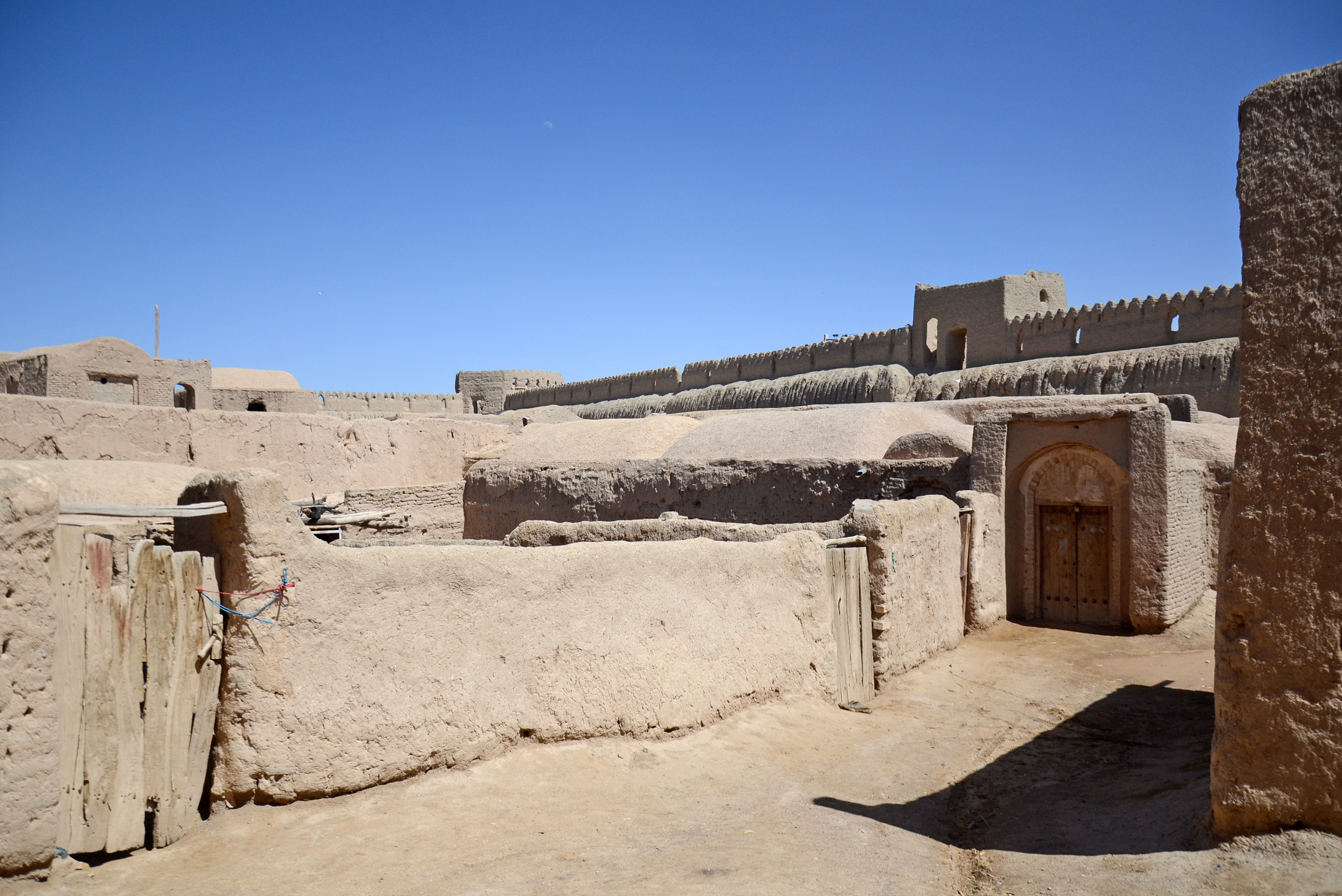
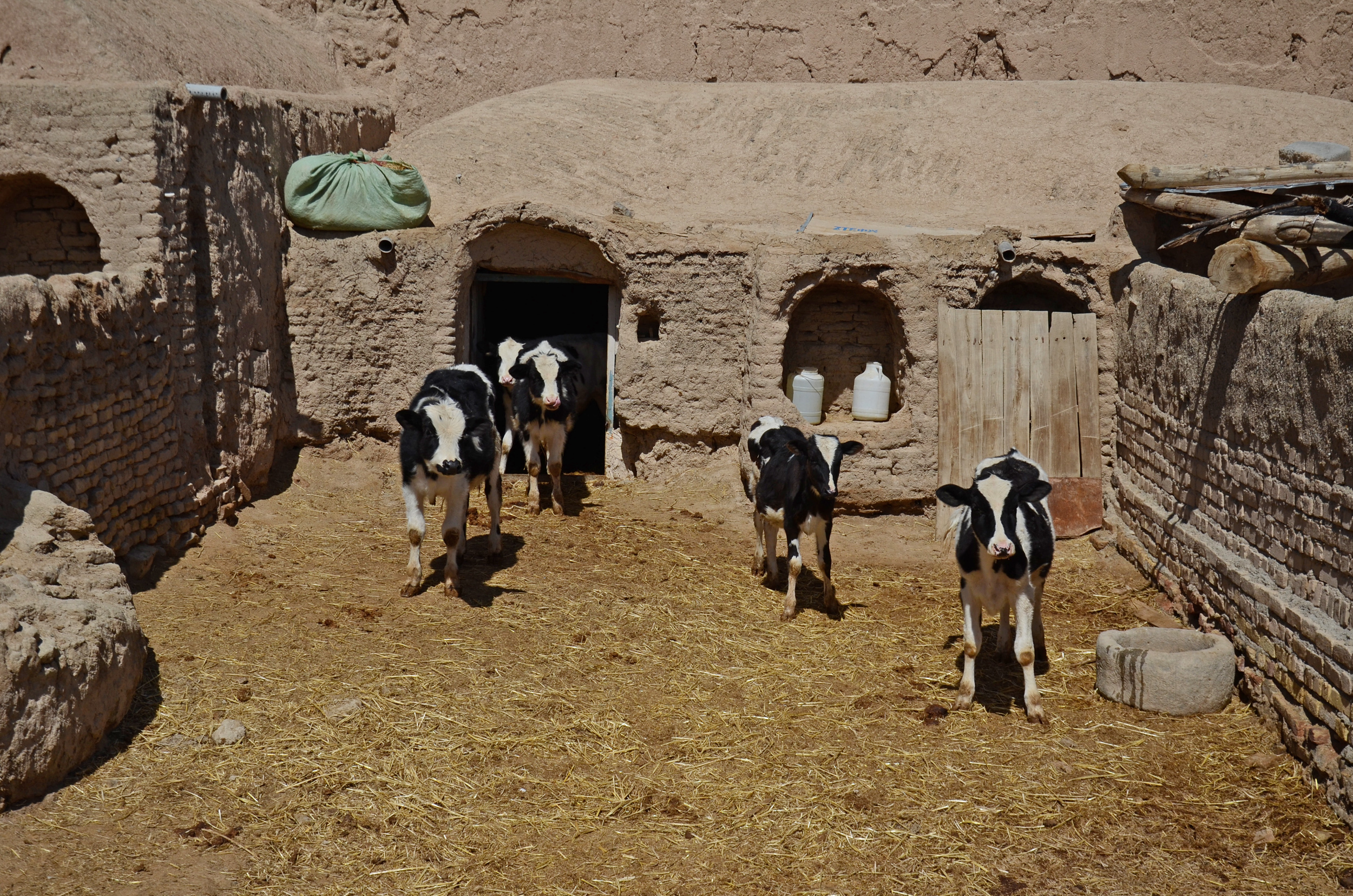
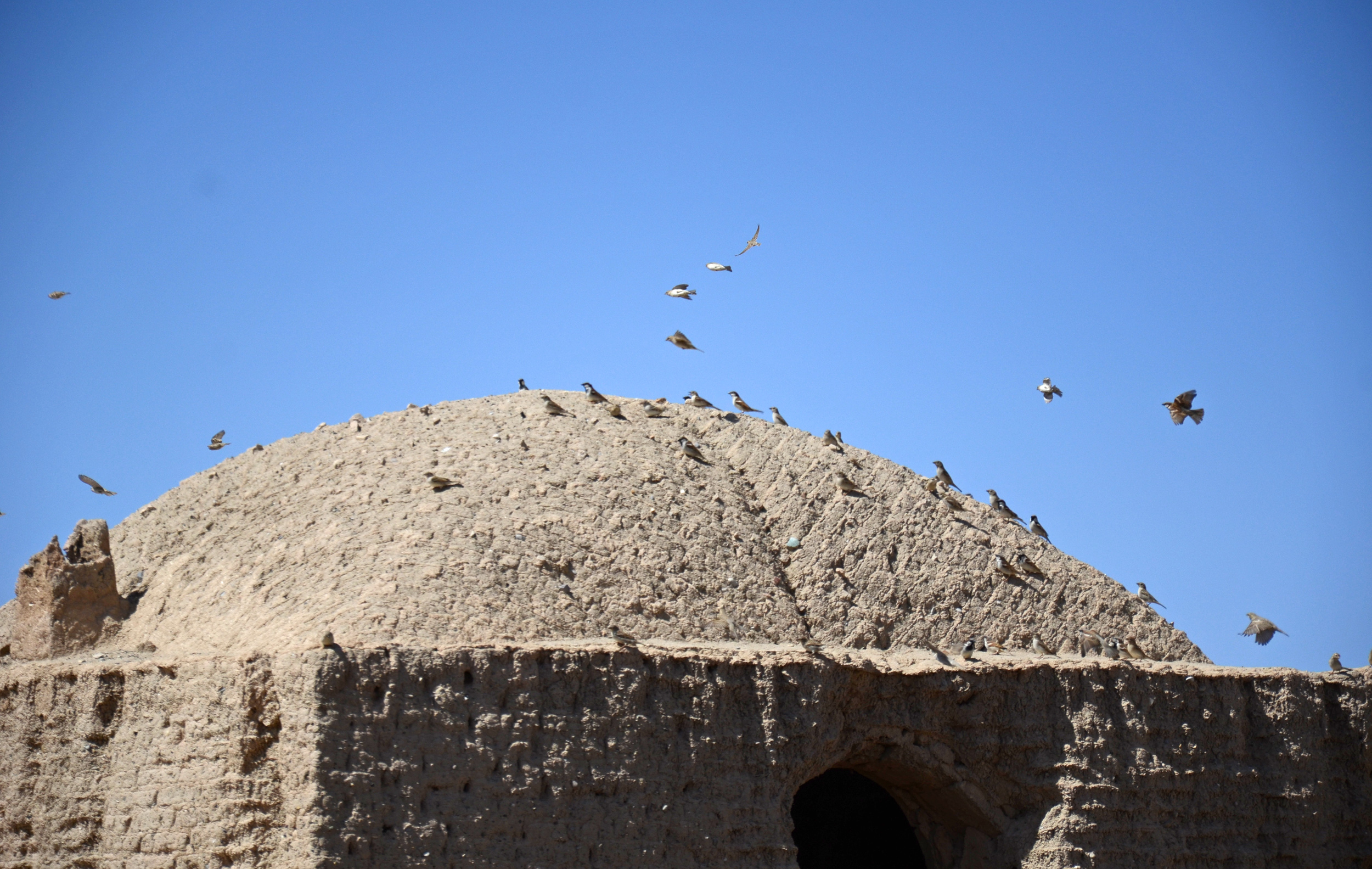
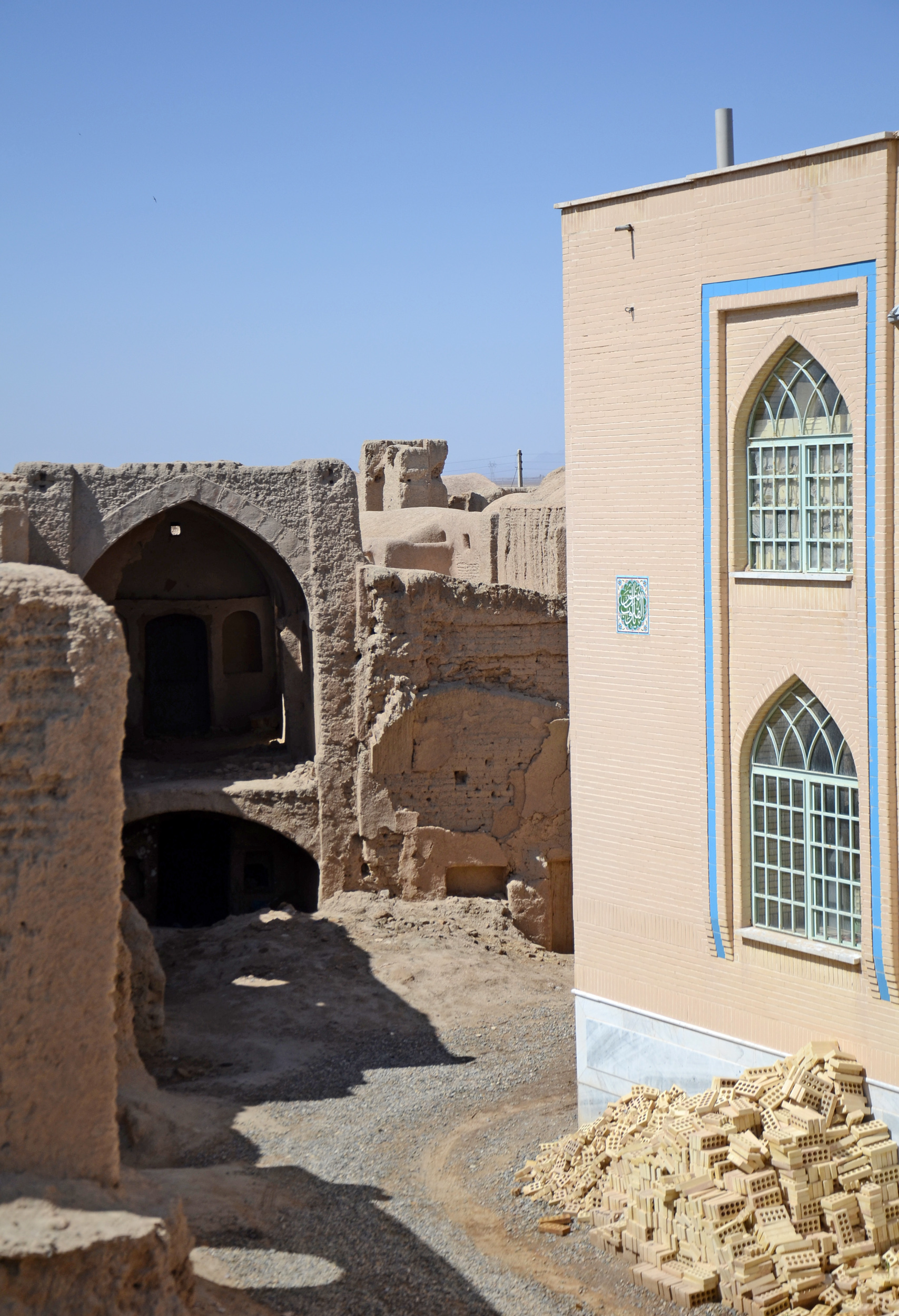
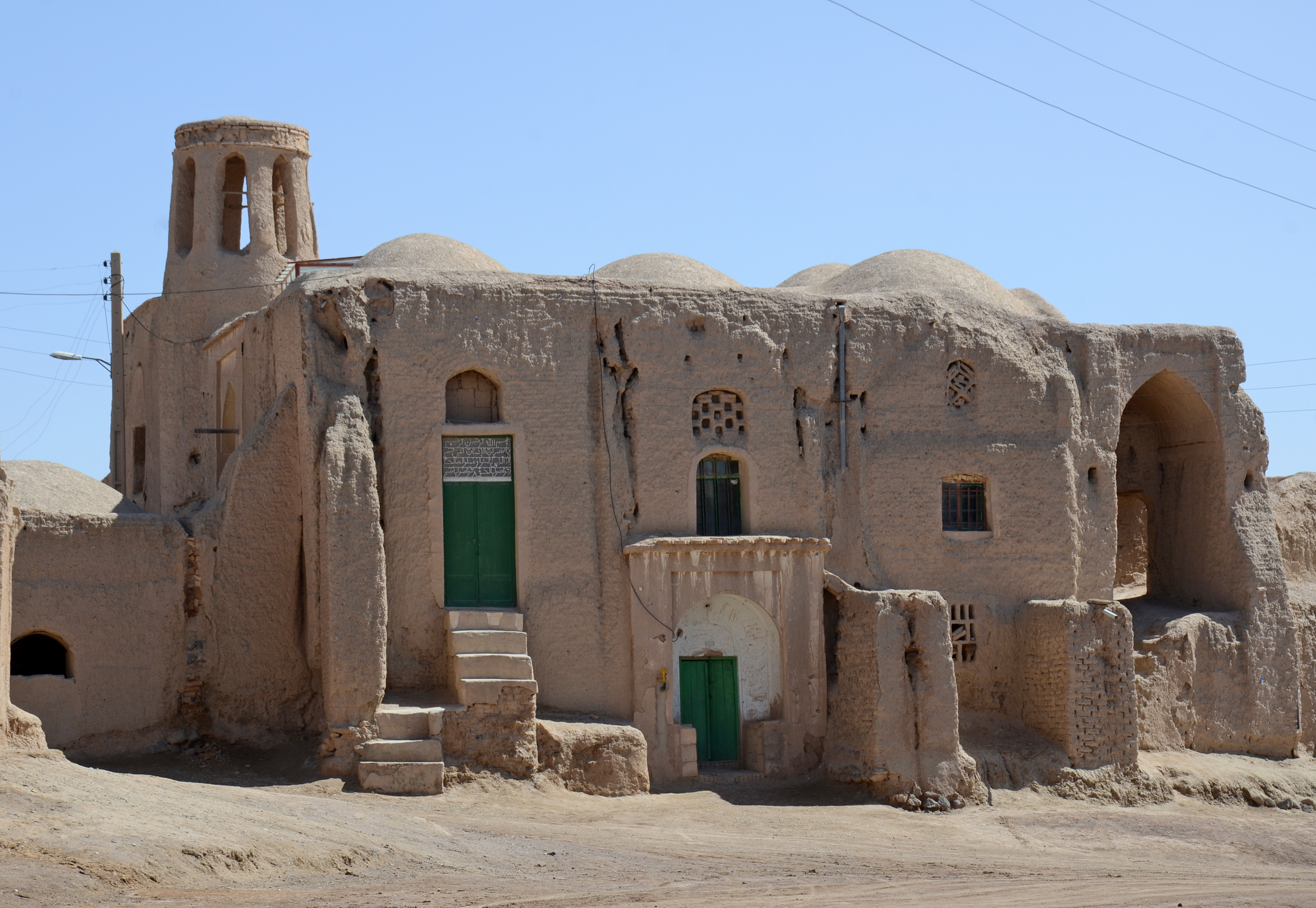
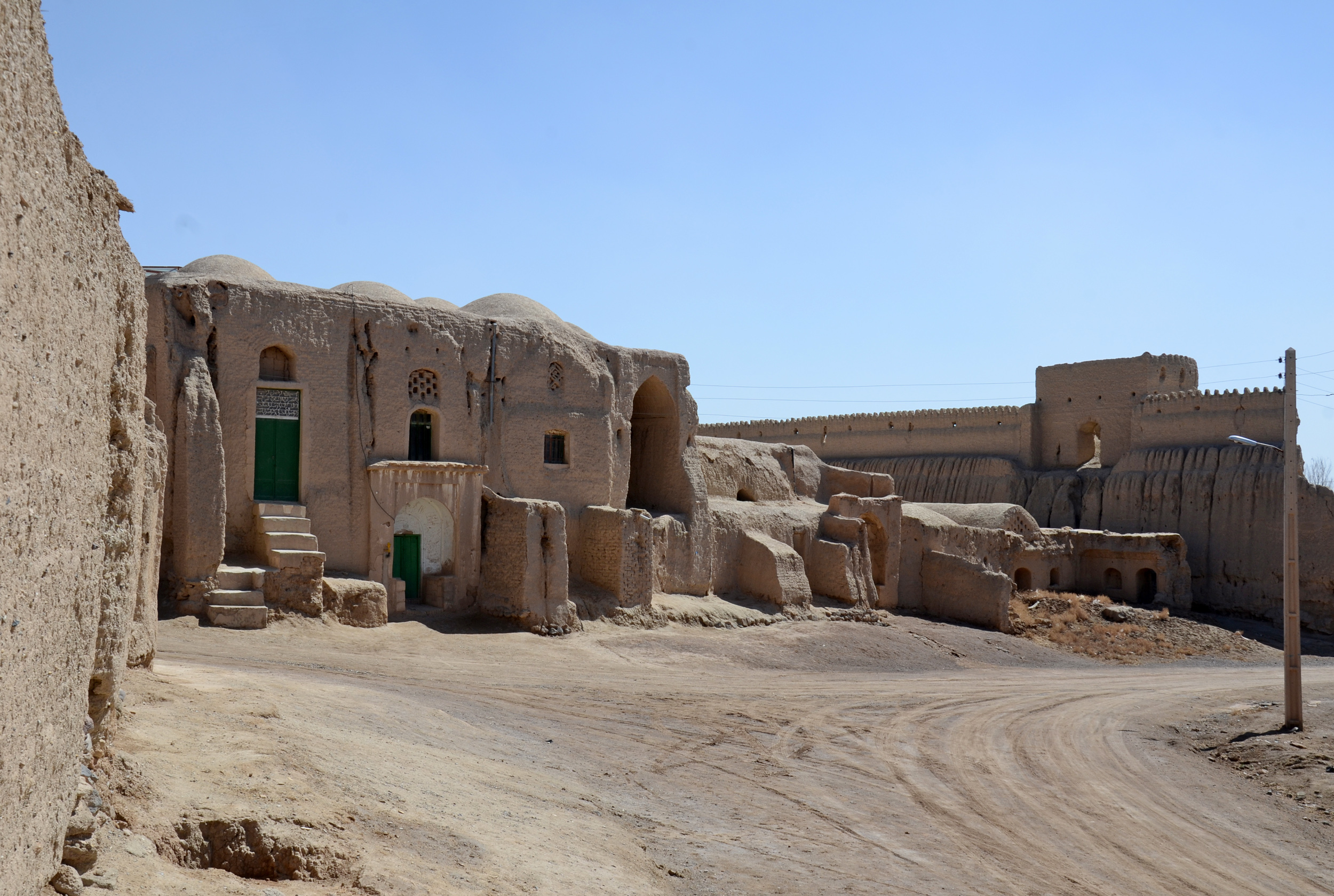
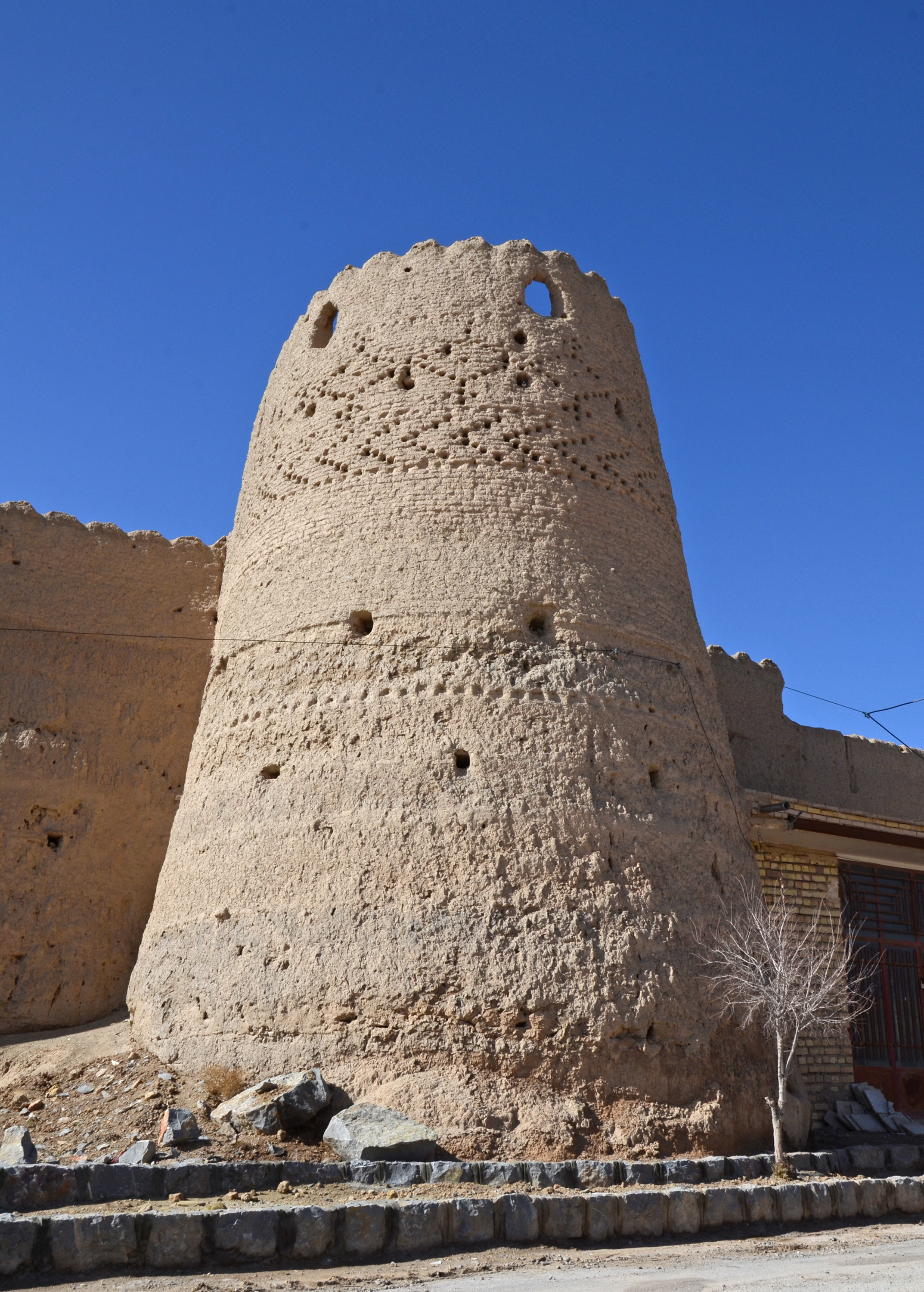